# Honda Crosstour
O Crosstour é um crossover-SUV produzido pela Honda, lançado em 2009, com foco primário no mercado americano.

## Avaliações de segurança
Testado pelos órgãos de avaliação de segurança de veículos em colisões, nos Estados Unidos, o Crosstour atingiu boas notas:

### IIHS
| Moderate overlap frontal offset | Good                       |
| Side impact                     | Good                       |
| Roof strength                   | Marginal (2010-12 models)  |
| Roof strength                   | Good (2013-present models) |

### NHTSA
| Frontal Driver:      | 5 de 5 estrelas. |
| Frontal Passenger:   | 5 de 5 estrelas. |
| Side Driver:         | 5 de 5 estrelas. |
| Side Passenger:      | 5 de 5 estrelas. |
| Side Rear Passenger: | 5 de 5 estrelas. |
| Rollover FWD:        | / 12.7%          |
| Rollover AWD:        | / 11.8%          |

## Galeria
- Visão traseira.
- Crosstour, após avaliação no IIHS.